# Mount Samsel
Mount Samsel är ett berg i Antarktis. Det ligger i Västantarktis. Argentina, Chile och Storbritannien gör anspråk på området. Toppen på Mount Samsel är 1 228 meter över havet.
Terrängen runt Mount Samsel är varierad. Trakten är obefolkad. Det finns inga samhällen i närheten.